# 土曜スペシャル (フジテレビ)
『土曜スペシャル』（どようスペシャル）は、1973年10月から2016年3月5日までフジテレビが土曜午後に編成し、2018年4月14日から再び同局が土曜午後に編成している関東ローカルの単発特別番組枠である。

## 概要
『土曜邦画劇場』の中断に伴い誕生した枠で、当初は『土曜邦画劇場』と同じく土曜 16:00 - 17:25（日本標準時）に編成されていた。1976年4月から再び『土曜邦画劇場』がこの時間帯に編成されたのを受けて土曜 14:30 - 16:00へ移動し、その後も枠の拡大・縮小を繰り返しながら編成され続けた。
スポーツ中継、バラエティ番組、2時間ドラマ、期首特別番組・年末年始特番の再放送をメインとしている。また、毎年夏に放送される大型特別番組『FNS27時間テレビ』のスタート直前スペシャルもこの枠で放送している。16時台・17時台に編成されていた頃には、『土曜邦画劇場』と同様に日本映画も放送していた。1980年代まではあゆみの箱主催のチャリティーコンサートを放送していたほか、文化放送主催の『新宿音楽祭』、ニッポン放送主催の『銀座音楽祭』といったフジサンケイグループのラジオ局主催の新人歌手専門歌謡祭も録画放送していた。
2016年3月5日の放送をもっていったん編成を中断。同年4月までこの時間帯で『土曜ワイド』の企画『ガリレオ』の再放送が3週続けられた後、14:00 - 15:00に1時間の単発特番枠『土チャレ』が編成された。それに伴い、2016年度の『27時間テレビ』スタート直前SPは『土曜ワイド』で、2017年度の『27時間テレビ』スタート直前SPは『土チャレ』で放送された。
『土チャレ』の廃枠後、2018年4月14日から再び土曜午後に編成されている。
2023年4月8日から『ジャンクSPORTS』が日曜19時枠から17時枠(関東ローカル枠)に移動するため、30分繰り上げ、『土曜ワイド』を枠合併し30分拡大する。2023年10月7日からは前続番組『土曜RISE!』が30分縮小され、本枠が前倒し拡大となったため14:00 - 17:00の180分枠となった。
2024年4月から『土曜RISE!』が11:05 - 11:50に移動、『News α プラス』16:00 - 16:30、『相葉◎×部』が16:30 - 17:00に編成されるため13:30 - 16:00の150分枠に短縮となった。
基本的には純然たる関東ローカル番組ではあるが、FNS27時間テレビ直前特番や報道特別番組放送時やスポーツ中継放送時には臨時ネット局がある場合もある。

## 編成時間
基本時間。放送番組の尺に合わせて枠を拡大したり、不定期で枠の前後にガイド枠設置により5～10分程度短縮の場合がある。また2018年4月からの第2期では、2部体制で番組を放送する場合もある。
| 期間       | 期間       | 編成時間（日本時間） | 枠の長さ |
| ---------- | ---------- | -------------------- | -------- |
| 1973.10    | 1976.03    | 土曜 16:00 - 17:25   | 085分    |
| 1976.04    | 1981.03    | 土曜 14:30 - 16:00   | 090分    |
| 1981.04    | 1988.03    | 土曜 14:30 - 15:55   | 085分    |
| 1988.04    | 1989.03    | 土曜 14:30 - 15:50   | 080分    |
| 1989.04    | 1993.03    | 土曜 14:30 - 15:55   | 085分    |
| 1993.04    | 1993.09    | 土曜 14:30 - 15:50   | 080分    |
| 1993.10    | 1997.09    | 土曜 14:30 - 15:55   | 085分    |
| 1997.10    | 2001.03    | 土曜 14:00 - 16:00   | 120分    |
| 2001.04    | 2004.03    | 土曜 13:00 - 15:30   | 150分    |
| 2004.04    | 2004.09    | 土曜 13:00 - 14:30   | 090分    |
| 2004.10    | 2005.09    | 土曜 14:00 - 16:00   | 120分    |
| 2005.10    | 2006.09    | 土曜 14:00 - 15:30   | 090分    |
| 2006.10    | 2009.09    | 土曜 13:30 - 15:25   | 115分    |
| 2009.10    | 2011.03    | 土曜 13:15 - 15:25   | 130分    |
| 2011.04    | 2012.03    | 土曜 13:00 - 14:55   | 115分    |
| 2012.04    | 2013.03    | 土曜 13:30 - 15:30   | 120分    |
| 2013.04    | 2014.09    | 土曜 13:30 - 15:00   | 090分    |
| 2014.10    | 2015.05.09 | 土曜 13:30 - 15:30   | 120分    |
| 2015.05.16 | 2016.03.05 | 土曜 14:00 - 15:30   | 090分    |
| 2018.04.14 | 2019.04.27 | 土曜 15:30 - 17:30   | 120分    |
| 2019.05.18 | 2019.09.07 | 土曜 15:30 - 17:20   | 110分    |
| 2019.09.14 | 2022.09.24 | 土曜 15:30 - 17:30   | 120分    |
| 2022.10.01 | 2022.11.19 | 土曜 15:30 - 17:00   | 090分    |
| 2022.11.26 | 2023.03.25 | 土曜 15:30 - 17:30   | 120分    |
| 2023.04.08 | 2023.09.30 | 土曜 14:30 - 17:00   | 150分    |
| 2023.10.07 | 2024.03.30 | 土曜 14:00 - 17:00   | 180分    |
| 2024.04.07 |            | 土曜 13:30 - 16:00   | 150分    |

## 放送された番組
- プロ野球中継
  - 50年目突入! プロ野球ニュースSP 東京ヤクルト×福岡ソフトバンク（2025年5月7日14:00 - 16:00） - 『プロ野球ニュース』（1976年版）放送50年目突入を記念して、昭和・平成・令和の名選手がポジションごとに分かれてのスペシャル解説を行う。
- 競馬中継
- フジサンケイクラシック
- フジサンケイレディスクラシック
- 新宿音楽祭
- 銀座音楽祭
- あゆみの箱チャリティーコンサート
- 裸の大将（小林桂樹主演映画版）
- 大魔神
- クレージーの怪盗ジバコ
- サンレモ音楽祭
- コント55号 世紀の大弱点
- 新春かくし芸大会（再放送） - 1980年大会から本枠で再放送。1985年から1987年までは、第2部（1月2日放送分）の再放送を本枠で、第1部（1月1日放送分）の再放送を『サタデーイベントアワー』で行っていた。なお、1989年放送分の再放送は『土曜ワイド』で行われた。
- ゴー!ゴー!若大将
- 広告大賞
- ドリフターズですよ!前進前進また前進
- ゴルゴ13（映画版）
- 土曜ナナハン学園危機一髪
- ひょうきん祭り
- FNS番組対抗!なるほど!ザ・春秋の祭典スペシャル（再放送）
- タケちゃんの思わず笑ってしまいました
- 月曜ドラマランド
- ニューヤンキース - 最末期となった1979年3月10日と同年同月17日に放送。前者はブラックイーグルスとの試合『激突!女子野球シリーズ』で、後者は芸能人との試合『激突!女子野球対オールスター』。

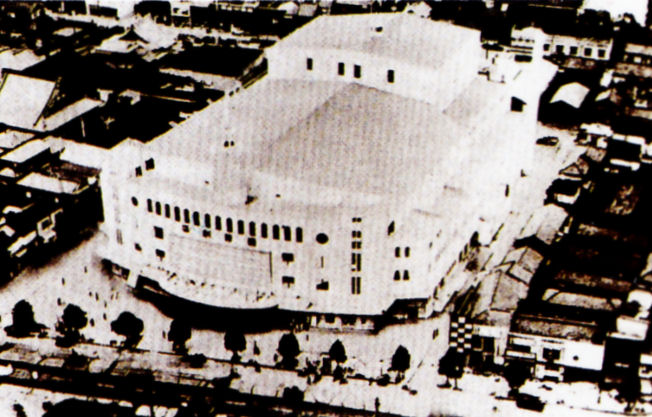
「頑張れ!ニューヤンキース」が開催された国際劇場

- - アメリカ遠征・女子野球 頑張れ!ニューヤンキース（1978年9月2日） - 同年同月26日に『火曜ワイドスペシャル』で放送される『女子野球・アメリカ遠征 遂に実現 夢の黄金カード!!』の宣伝を兼ねて、1978年8月12日・8月13日に国際劇場で開催された、ニューヤンキース アメリカ合衆国遠征イベントを放送。ゲストは宮尾すすむ・北公次・ギャングス・ディスコ・メイツ（現：ジャPAニーズ）・コント太平洋、特別ゲストはビューティ・ペアとゴールデン・ペア。
- 大雪山の勇者 牙王
- 安寿と厨子王丸（東映劇場アニメ版。1979年8月11日放送） - 同日には、当時19:30 - 20:54に編成されていた固有枠名の無い単発特番枠でも東映劇場アニメ『長靴をはいた猫 80日間世界一周』が放送された。
- 日生ファミリースペシャル
  - バッタ君町へ行く（1979年5月5日放送）
  - ジャン・バルジャン物語（1979年9月15日放送）
  - 若草物語（1980年5月3日放送）
  - 荒野の呼び声 吠えろバック（1981年1月3日放送）
- とんねるずのみなさんのおかげです（単発時代）
- さんまのまんま（カンテレ制作）
- シャボン玉スペシャル ピンクレディータイフーン（1979年5月19日放送。関西テレビ制作） - 『競馬中継』のため枠を15:30 - 16:25に繰り下げ縮小。同年5月3日から7月24日まで行われたピンク・レディーコンサート「ジョイフルコンサート」の中から、5月5日に「大阪万博記念公園」の「お祭り広場」で開催されたコンサートの模様を放送。牛乳石鹸共進社（当時ピンク・レディーがCMに出演）の一社提供で、当枠では異例の一社提供、また牛乳石鹸でも一社提供番組では異例の単発番組となった。なお提供クレジットでは、牛乳石鹸提供番組では定番の「乳牛の鳴き声」が流された。
- FNS番組対抗NG名珍場面大賞（再放送）
- ベストヒット最前線! - 1982年頃に放送
- たけし・さんまの有名人の集まる店
- フジテレビ30年史（1988年4月16日再放送） - 『土曜ワイド』の枠も使って14:30 - 17:49に拡大し、2部構成にした上で放送。通常は15:55から放送のミニアニメ『ことわざハウス』は、17:49 - 18:00に繰り下げられた。
- めざまし調査隊
- 三都激突味なテレビ（1996年12月7日放送。関西テレビ制作）
- 香港・ひと月住んで 越前屋俵太返還直前報告（1997年6月28日放送。関西テレビ制作）
- FNS27時間テレビスタート直前スペシャル！
  - FNS27時間テレビ 日本一たのしい学園祭 本番直前みどころSP（2024年7月20日15:00 - 16:00放送）
- わ・す・れ・な・い 5年間の津波映像全記録（2016年3月5日放送） - 第1期最終回。東日本大震災関連ドキュメンタリー番組。
- 古畑任三郎ファイナル〜今、甦る死〜（2018年4月14日放送） - 第2期初回で、同日に放送の三谷幸喜脚本単発ドラマ『黒井戸殺し』事前番組を兼ねて再放送。同日正午には、『古畑任三郎 sesason3』で放送された「哀しき完全犯罪」を再放送。また13時台へ移動した『土曜ワイド』でも、『古畑任三郎ファイナル〜ラスト・ダンス〜』の再放送が行われた。
- 独占取材 北朝鮮拉致 前略めぐみちゃんへ〜横田夫妻、最後の戦い〜（2019年3月30日） - 2020年6月5日に横田滋が死去したのに伴い、同年6月13日に『土曜ワイド』で再放送された。
- BACK TO SCHOOL!（2019年8月17日放送） - この後同年10月30日から2020年3月11日まで水曜22時枠でレギュラー放送。
- 村上信五∞情熱の鼓動（2019年8月24日・同年9月14日放送。8月放送分は16:25 - 17:20、9月放送分は16:30 - 17:30）
- サザエさんと町子さん（2019年10月5日放送。15:30 - 16:30） - アニメ『サザエさん』がちょうどこの日で放送開始50年を迎えるのを記念して、『サザエさん』と原作者・長谷川町子に関する内容を放送。16:30 - 17:30には『週末はウマでしょ!』の凱旋門賞関連番組を放送。
- 四月は君の嘘（2020年3月14日放送）
- World Baseballエンタテイメント たまッチ!
  - 2021年3月27日放送（15:35 - 17:30） - 本枠では初放送。当日はプロ野球セ・リーグ公式戦「東京ヤクルト×阪神」を開催中の明治神宮野球場の特設ブースから生放送。同試合の模様も随時挿入された。
  - 2024年9月14日放送（15:00 - 16:00） - 前回とは異なり事前収録。
- 二宮ん家（2021年6月12日放送）
- 『FNS歌謡祭 夏』事前番組シリーズ
  - FNS歌謡祭 夏 みどころ徹底解説（2021年7月10日。16:30 - 17:30） - 同年同月14日放送の『2021 FNS歌謡祭 夏』事前番組。
  - FNS歌謡祭 夏 10のみどころ徹底解説（2025年6月21日。15:00 - 16:00） - 同年同月25日放送の『2025 FNS歌謡祭 夏』事前番組。
  - ※なお2022年7月9日には、『2022 FNS歌謡祭 夏』事前番組『FNS歌謡祭 夏 ワクワク直前SP』を16:30 - 17:30で放送の予定であったが、 前日の7月8日に起きた「安倍晋三銃撃事件」関連報道特別番組に差し替えられ放送されなくなり、FODおよびTVerによるネット配信に変更となった。
- FNS歌謡祭2023 冬 ブームアップ（2023年12月2日） - 同年同月6日・13日放送の『2023 FNS歌謡祭』事前番組。
- ワンピースバラエティ 海賊王におれはなるTV（2023年2月11日15:30 - 16:00）
  - 海賊王におれはなるTV アニメ1000話突破記念!声優の一味と宴だSP（2021年11月20日。15:30 - 16:25） - アニメ『ONE PIECE』が翌11月21日放送分で1000話になるのを記念して、『ONE PIECE』声優とかまいたちの共演となる番組。『ONE PIECE』声優は田中真弓（モンキー・D・ルフィ役）、岡村明美（ナミ役）、平田広明（サンジ役）、山口由里子（ニコ・ロビン役）、山口勝平（ウソップ役）。
- 芸人アニメ監督（2022年6月11日放送、16:30 - 17:30）[1][2]
- ジョーズ（2022年7月16日放送、15:00 - 17:30）
- 東アジアE-1サッカー選手権2022・女子（日本×台湾）（2022年7月23日放送、15:00 - 17:30）
- 芸能人合唱バトル（2022年12月3日16:30 - 17;25。『オールスター合唱バトル』のパイロット版）
- 今週のぽかぽか（2023年2月4日16:00 - 16:30、2023年2月18日15:30 - 16:00、2023年5月27日14:30 - 15:00・2023年6月8日14:30 - 15:00・2023年6月24日14:30 - 15:00・2023年7月22日14:30 - 15:00・8月5日14:30 - 15:00・8月19日14:30 - 15:00・9月16日14:30 - 15:00・9月30日14:30 - 15:00・10月21日14:00 - 14:30・11月18日14:00 - 14:30・12月2日14:00 - 14:30・12月16日14:00 - 14:30・2024年1月27日14:00 - 14:30・2月10日14:00 - 14:30・2月24日14:00 - 14:30・3月9日14:00 - 14:30。3月23日14:05 - 14:35[3]。なお2024年4月6日からは土曜10:25でレギュラー化）
- 『南極物語』特集（2023年5月13日12:00 - 17:30[4]。3部構成・2時間25分拡大版。映画『南極物語』公開40周年記念特集）
  - 南極で映画を撮るんだ!超特大ヒット映画「南極物語」をつくった人たち（12:00 - 13:00。『南極物語』誕生秘話）
  - 南極物語（13:00 - 16:00。デジタルリマスター版）
  - 「地球最後の秘境 南極大陸」観測隊が見た神秘の世界（16:05 - 17:30。南極大陸ドキュメンタリー）
- あっぱれさんま大先生2023年同窓会スペシャル（2023年7月1日15:30 - 17:00。なお「7月1日」は司会・明石家さんまの誕生日）
- 逮捕の瞬間!警察24時 特別編（2023年7月15日15:30 - 17:00）
  - 逮捕の瞬間!警察24時 2023年夏の特別編（2023年10月21日16:00 - 17:30[5]。同年同月24日放送の『2023秋 密着!熱血スゴ腕刑事 大追跡SP』宣伝を兼ねて再放送）
- ポンキッキシリーズ50周年記念番組シリーズ
  - 50周年特別企画!!ガチャムクフェス2023!豪華アーティスト大集合SP!（2023年10月28日14:05 - 15:25）
  - ガチャピン・ムックのこれからもずっとともだちSP（2024年3月9日14:00 - 14:55）
- イチケイのカラスシリーズ（2024年1月6日に『土曜プレミアム』で劇場版が放送されるため、宣伝を兼ねて再放送）
  - イチケイのカラス（2023年12月30日14:45 - 16:45。12月27日 - 12月29日は『ハッピーアワー』内で放送、12月31日は12:00 - 17:30で放送）
  - イチケイのカラススペシャル（2024年1月6日15:05 - 17:30）
- さんタク（2024年1月20日16:00 - 16:55。同年1月1日放送分の内、能登半島地震による報道特別番組で放送出来なかったパートを中心に再編集して放送）
- ドラゴンボール超 ブロリー（2024年1月27日14:35 - 16:55）[6][7]
- News α プラス（2024年2月24日16:30 - 17:00、3月23日16:30 - 17:00。4月からは土曜16:00でレギュラー化）
- 鬼平犯科帳 本所・桜屋敷（2024年5月11日14:00 - 16:00。『鬼平犯科帳 血闘』公開記念、主演：十代目松本幸四郎）
- 女のTHE共通テン（2024年5月18日15:00 - 16:00。同年10月より『ザ・共通テン!』として金曜21:00でレギュラー化）
- お台場冒険王2024開幕特番（2024年7月20日14:00 - 15:00）
- 爆チュー問題25チュー年おめでとう&ありがとうスペシャル（2024年10月19日13:30 - 14:25。爆笑問題扮する『ポンキッキーズ』キャラクター「爆チュー問題」の生誕25周年を記念。ガチャピンとムックも出演）
- 小倉智昭さん追悼特別番組（2024年12月14日15:00 - 15:55。この日は『土曜プレミアム』で放送される『世にも奇妙な物語 冬の特別編』宣伝を兼ねて、『世にも奇妙な物語 傑作選』を放送の予定であったが、12月9日に逝去された小倉智昭の追悼特番に変更された）
- 『ドラゴンボールDAIMA』クライマックス直前!ダイマトメSP!（2025年2月8日。『DAIMA』第1話から第4話までを再放送。第5話以降はダイジェストで放送。出演：野沢雅子(孫悟空役)）
- フォーミュラE世界選手権2025東京・第8戦（2025年5月17日14:30 - 16:30。それまで同イベントは2019年よりBS放送のBSフジで放送されているが、この年は珍しく地上波放送となった。なお翌18日には同イベント第9戦を『日曜スペシャル』枠で放送）